# Who Are You: School 2015
Who Are You: School 2015 (Koreaans: 후아유: 학교 2015; Huayu: Hakgyo 2015) is een Zuid-Koreaanse televisieserie uit 2015, met in de hoofdrollen Kim So-hyun, Yook Sung-jae en Nam Joo-hyuk. Het werd uitgezonden op KBS2 van 27 april 2015 tot 16 juni 2015 op maandag en dinsdag om 21:55.
Het is de zesde serie uit de “School”-reeks van KBS die werd uitgezonden van 1999 tot 2002 en verderging in 2013. De serie geeft zeer realistisch de worstelingen en dilemma’s van de hedendaagse Koreaanse jeugd weer.

## Plot
Go Eun-byul (Kim So-hyun) en Lee Eun-bi (Kim So-hyun) zijn een een-eiige tweeling die na hun geboorte werden gescheiden. Eun-bi leeft in het Love House, een weeshuis in Tongyeong, waar de jongere bewoners tegen haar opkijken als een moederfiguur. Echter verbergt Eun-bi dat ze op school gepest wordt door een groep meisjes onder leiding van Kang So-young (Jo Soo-hyang), terwijl leraren het zogenaamd niet doorhebben.
Aan de andere kant van het land zit Go Eun-byul op de Sekang High School, de meest prestigieuze privé middelbare school in Gangnam, Seoul. De beste vrienden van Eun-byul zijn Cha Song-joo (Kim Hee-jung) en Lee Shi-jin (Lee Cho-hee) en is daarnaast sinds haar achtste goed bevriend met Han Yi-ahn (Nam Joo-hyuk), de beste zwemmer van de school.
Eun-bi en Eun-byul zien er precies hetzelfde uit, maar alleen Eun-byul weet van de ander haar bestaan af. Anders dan de positieve Eun-bi is Eun-byul nogal snel aangebrand en terughoudend.
Op een dag tijdens een schoolreisje naar Tongyeong verdwijnt Eun-byul op mysterieuze wijze. Op hetzelfde moment wordt Eun-bi onterecht van school gestuurd en springt van een brug af in een poging zelfmoord te plegen. Tien dagen later wordt de gewonde en aan geheugenverlieslijdende Eun-bi voor Eun-byul aangezien en haar adoptiemoeder neemt haar mee naar huis in Seoul, waar Eun-bi begint het leven van Eun-byul te leiden. Maar wanneer haar geheugen terugkeert krijgt Eun-bi te maken met moeilijkheden als Kang So-young wordt overgeplaatst naar Sekang High School en probeert Eun-bi's echte identiteit te onthullen en daarnaast met haar vaders hulp Eun-bi van school te laten wisselen. Gelukkig beschermt Gong Tae-kwang (Yook Sung-jae), Eun-bi's klasgenoot en de lastpost van de school, haar wanneer So-young haar probeert te pesten. Zodra Eun-bi aan Tae-kwang vertelt wie zij echt is wordt hij de enige die Eun-bi kan vertrouwen. Daarnaast ontwikkelt hij gevoelens voor haar.

## Cast

### Hoofdpersonages
- Kim So-hyun als Lee Eun-bi/Go Eun-byul

Go Eun-byul en Lee Eun-bi zijn een tweeling. Lee Eun-bi leeft in een weeshuis terwijl Go Eun-byul leeft bij een vrouw die haar adopteerde. Door veelvuldige pesterijen besluit Eun-bi een einde te maken aan haar leven, maar werd gered door haar tweelingzus. Eun-bi leed aan geheugenverlies, en toen de moeder van Eun-byul haar vond, dacht dat Eun-bi Eun-byul was. Voortaan moest Eun-bi zich voordoen als haar tweelingzus Eun-byul.
- Yook Sung-jae als Gong Tae-kwang

Gong Tae-kwang, beschreven door zijn vader als een idioot en problematisch kind. Zijn vader is de directeur van de Sekang High School en zijn moeder is een actrice. Zijn klasgenoten weten niet dat zijn vader het schoolhoofd is en dat zijn moeder een beroemdheid is. Hij staat bekend als de grootste leugenaar van de school en vindt het leuk gevechten te beginnen en andere leerlingen uit te dagen. Op school wordt hij gezien als een zorgeloos persoon die alleen maar problemen wil veroorzaken, maar de meesten weten niet dat er achter die glimlach een ongelukkig kind schuilt met een moeilijke jeugd.
- Nam Joo-hyuk als Han Yi-ahn

Een wedstrijdzwemmer van de Sekang High School. Yi-ahn en Eun-byul waren vrienden sinds ze klein waren en hij heeft gevoelens voor haar.

### Ondersteunende personages
- Lee Pil-mo als Kim Joon-seok (mentor)

Kim Joon-seok wordt achtervolgd door zijn schuldgevoel nadat de dood van een van zijn vroegere studenten in de doofpot werd gestopt.
- Lee David als Park Min-joon (klassenvoorzitter)

Park Min-joon is een intelligente en hardwerkende leerlingen die altijd tot de top van zijn klas behoort. Hij wordt overweldigd door de druk die zijn moeder op hem legt om goed te presteren.
- Kim Hee-jung als Cha Song-joo

Cha Song-joo is Go Eun-byul's beste vriendin. Ze moet kiezen tussen loyaal blijven aan Eun-byul of ingaan op de vriendschapspogingen van So-young.
- Lee Cho-hee als Lee Shi-jin

Lee Shi-jin is goede vrienden met Go Eun-byul en Cha Song-joo en het trio is vaak bij elkaar. Ze is jaloers op haar vrienden omdat zij wel een passie hebben en probeert zelf er ook een te vinden.
- Jo Soo-hyang als Kang So-young

Kang So-young was een pestkop die het leuk vond het leven zuur te maken voor Eun-bi. De overplaatsing naar Eun-byul's school leidt al snel tot wantrouwen en problemen onder de klasgenoten.

## Kijkcijfers
| Aflevering | Uitzendingsdatum | Gemiddeld percentage van het kijkpubliek | Gemiddeld percentage van het kijkpubliek | Gemiddeld percentage van het kijkpubliek | Gemiddeld percentage van het kijkpubliek |
| Aflevering | Uitzendingsdatum | TNmS Ratings                             | TNmS Ratings                             | AGB Nielsen                              | AGB Nielsen                              |
| Aflevering | Uitzendingsdatum | Nationaal                                | Regio Seoul                              | Nationaal                                | Regio Seoul                              |
| ---------- | ---------------- | ---------------------------------------- | ---------------------------------------- | ---------------------------------------- | ---------------------------------------- |
| 1          | 27 april 2015    | 4.8%                                     | 5.1%                                     | 3.8%                                     | 3.4%                                     |
| 2          | 28 april 2015    | 4.8%                                     | 4.8%                                     | 4.2%                                     | 3.8%                                     |
| 3          | 4 mei 2015       | 6.5%                                     | 6.6%                                     | 4.1%                                     | 4.1%                                     |
| 4          | 5 mei 2015       | 6.3%                                     | 6.8%                                     | 5.9%                                     | 5.7%                                     |
| 5          | 11 mei 2015      | 6.7%                                     | 7.4%                                     | 5.0%                                     | 5.6%                                     |
| 6          | 12 mei 2015      | 7.1%                                     | 7.8%                                     | 6.0%                                     | 6.5%                                     |
| 7          | 18 mei 2015      | 7.3%                                     | 8.0%                                     | 6.0%                                     | 6.4%                                     |
| 8          | 19 mei 2015      | 7.6%                                     | 8.0%                                     | 6.7%                                     | 7.2%                                     |
| 9          | 25 mei 2015      | 7.8%                                     | 8.9%                                     | 6.8%                                     | 7.0%                                     |
| 10         | 26 mei 2015      | 7.4%                                     | 8.2%                                     | 7.1%                                     | 7.1%                                     |
| 11         | 1 juni 2015      | 8.2%                                     | 9.2%                                     | 6.9%                                     | 7.9%                                     |
| 12         | 2 juni 2015      | 8.1%                                     | 8.9%                                     | 7.0%                                     | 7.6%                                     |
| 13         | 8 juni 2015      | 8.9%                                     | 10.3%                                    | 7.7%                                     | 8.1%                                     |
| 14         | 9 juni 2015      | 8.6%                                     | 9.9%                                     | 8.1%                                     | 8.6%                                     |
| 15         | 15 juni 2015     | 9.2%                                     | 10.0%                                    | 7.5%                                     | 8.1%                                     |
| 16         | 16 juni 2015     | 9.7%                                     | 11.7%                                    | 8.2%                                     | 8.5%                                     |
| Gemiddelde | Gemiddelde       | 7.4%                                     | 8.2%                                     | 6.3%                                     | 6.6%                                     |